# Ісихій Мілетський
Ісихій Мілетський (грец. Ήσύχιος), також зустрічається під іменами Гезихій, або Гесихій Мілетський — візантійський історик, літописець, відомий також під прізвиськом лат. Illustrius. Жив у 6 столітті.

## Праці
За свідченням патріарха Фотія, Ісіхій Мілетський є автором трьох масштабних праць:
- «Ономастикон», що є життєписом знаменитих мужів;
- «Хроніки», або «Компедіум всесвітньої історії», що обіймає історію людства від Бела, засновника Ассирійського царства, до смерті візантійського імператора Анастасія I 518 р. Від Хроніки донині дійшла лише частина 6 книги.[3]
- «Історії царування Юстиніана I» (518 — 527) — описувала ранні роки імператора, однак повністю втрачена.